# Hoher Riffler (Verwall)
Hoher Riffler är ett berg i Österrike.   Det ligger i distriktet Landeck och förbundslandet Tyrolen, i den västra delen av landet, 500 km väster om huvudstaden Wien. Toppen på Hoher Riffler är 3 168 meter över havet.
Terrängen runt Hoher Riffler är huvudsakligen bergig, men åt sydväst är den kuperad. Hoher Riffler är den högsta punkten i trakten. Närmaste större samhälle är Landeck, 15,0 km öster om Hoher Riffler. 
Trakten runt Hoher Riffler består i huvudsak av gräsmarker. Runt Hoher Riffler är det ganska glesbefolkat, med 27 invånare per kvadratkilometer.